# Schoutenia leprosula
Schoutenia leprosula är en malvaväxtart som beskrevs av L.G. Saw. Schoutenia leprosula ingår i släktet Schoutenia och familjen malvaväxter. Inga underarter finns listade i Catalogue of Life.